# Ittersdorf
Ittersdorf (en Sarrois Itterschtroff) est un quartier de la commune de Vaudrevange en Sarre.

## Géographie

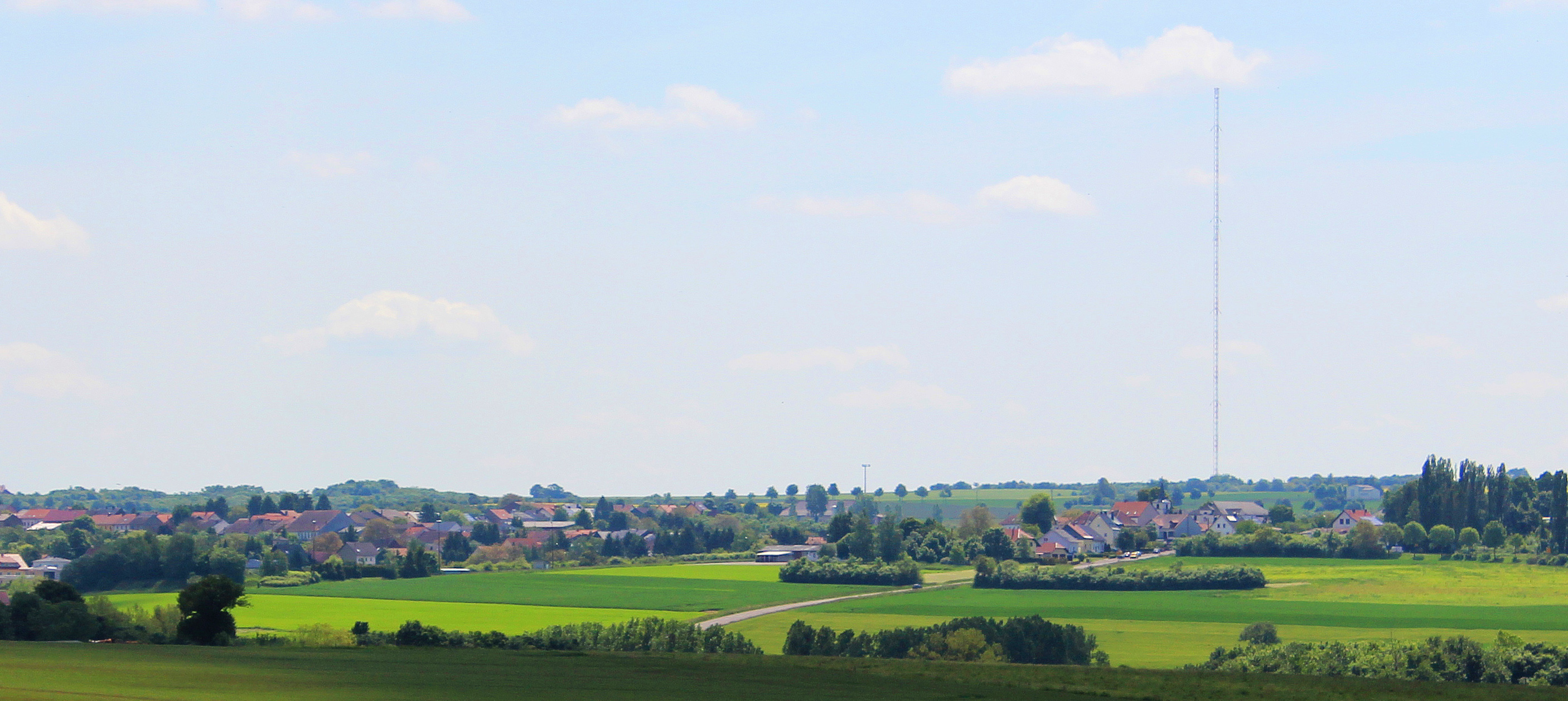
Vue du village.

## Toponymie
- Itterstroff et Iterstroff (1802)[1].

## Histoire
Ittersdorf est une ancienne commune de Moselle.

## Lieux et monuments

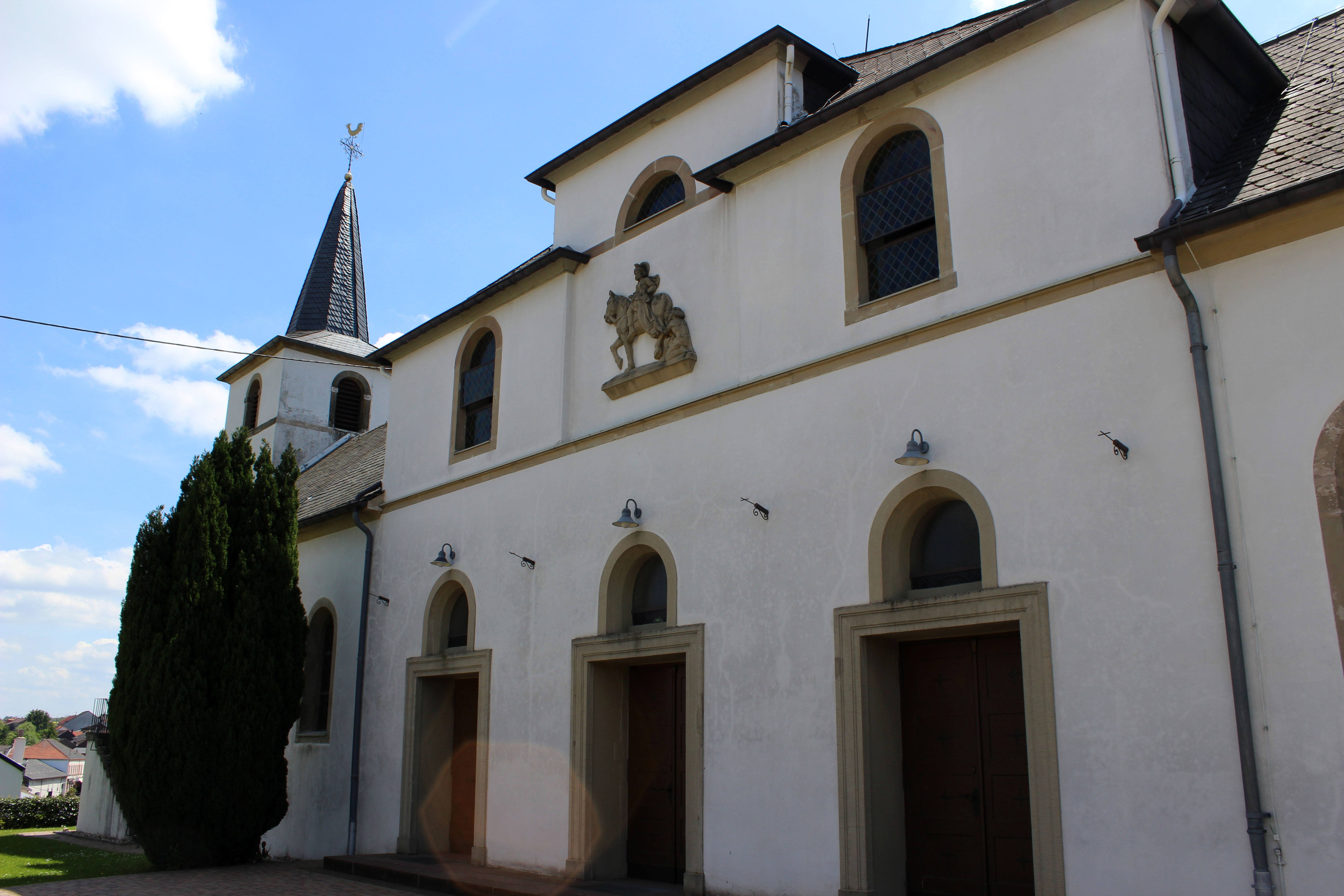
Église St. Martin (extérieur).
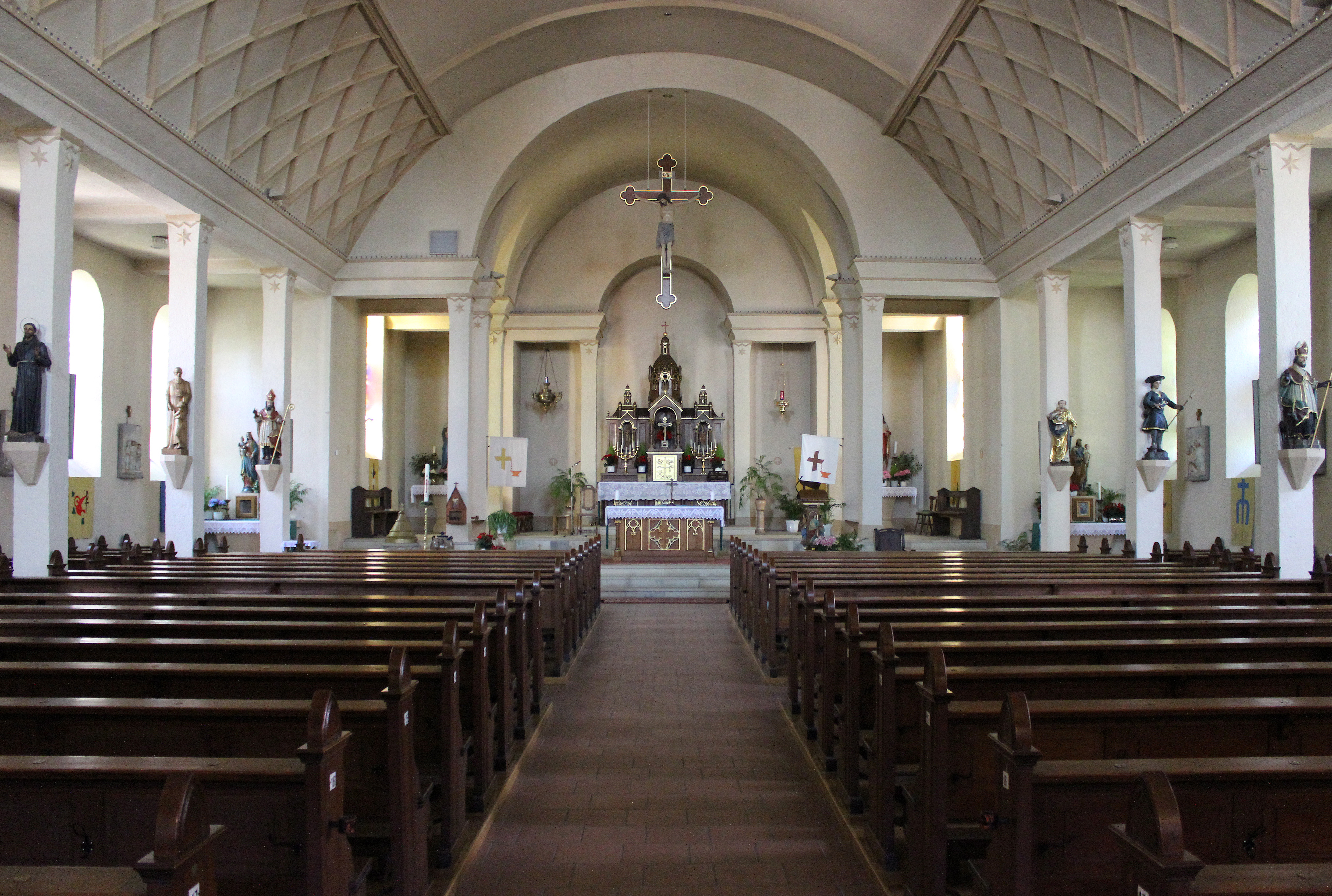
Église St. Martin (intérieur).